# Azara lanceolata
Azara lanceolata är en videväxtart som beskrevs av Joseph Dalton Hooker. Azara lanceolata ingår i släktet Azara och familjen videväxter. Inga underarter finns listade i Catalogue of Life.

## Bildgalleri

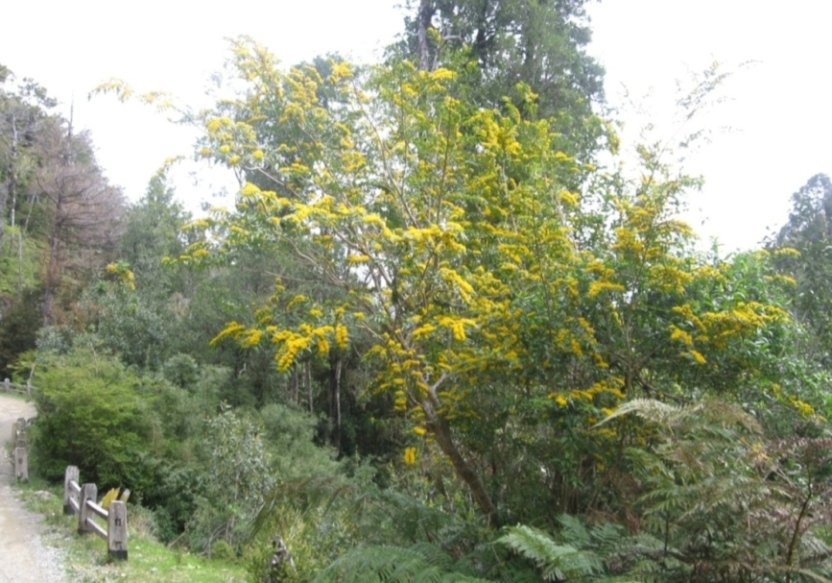
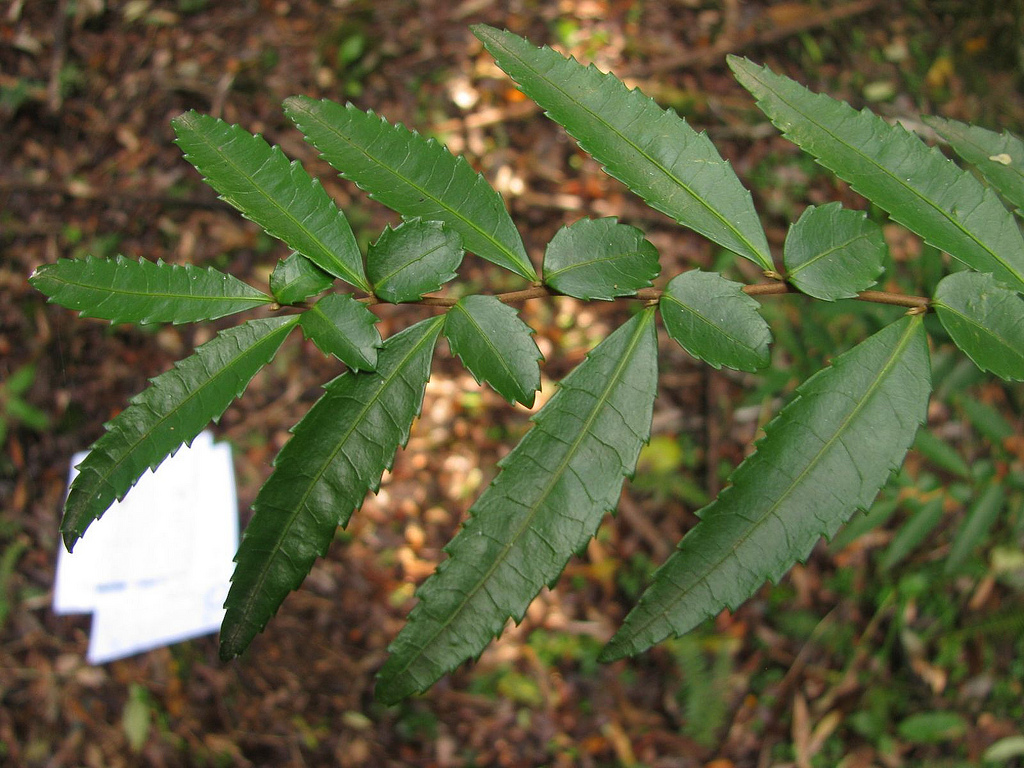
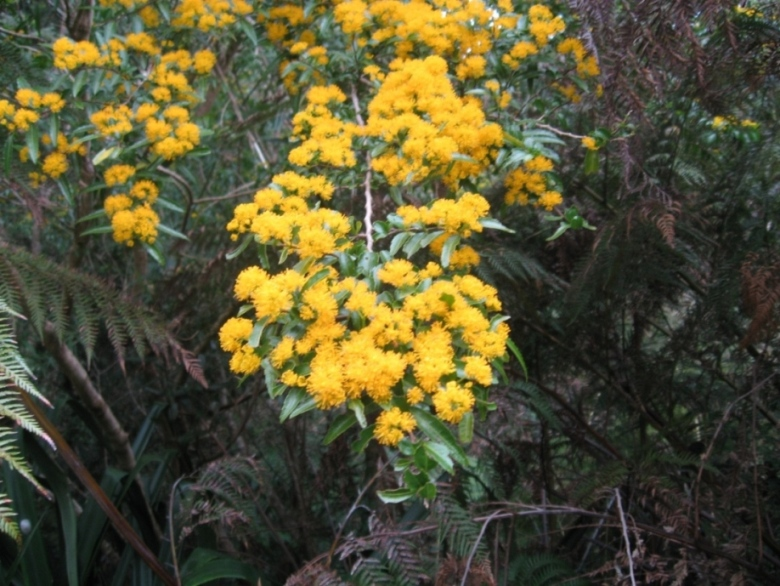